# Светоч (станция)
Све́точ (прежде — Разъезд 204 км) (бел. Светач) — железнодорожная станция в городе Гомель, Беларусь.

## История
Прежнее название «Разъезд 204 км», переименовано в 1965 году.
В связи с производством электрификации участка Гомель — Жлобин и перевода станций на МПЦ, разъезд будет переключен на ДЦ в конце марта 2016 года. Штат ДС переведён на станцию Сож.

## Характеристика
Станция объединяет Жлобинское направление и Гомельский объезд. С ней можно попасть на станции Костюковка, Сож, Гомель Северный и Гомель нечётный.